# 이시카와 겐
이시카와 겐(일본어: 石川 研, 1970년 2월 6일~)는 일본의 축구 선수이다.

## 구단 경력
1992년 J1리그의 나고야 그램퍼스 에이트에 입단했다. 1995년에 천황배 우승을 차지했다. 1997년 재팬 풋볼 리그의 브럼멜 센다이(베갈타 센다이)로 이적했다. 1999년부터 J2리그로 승격했다. 2000년까지 71경기에 출전. 2001년 미토 홀리호크로 이적했다. 2002년까지 32경기에 출전. 2003년 J1리그의 제프 유나이티드 이치하라로 이적했다. 2003년후 현역 은퇴.